# マイケル・ファスベンダー
マイケル・ファスベンダー（Michael Fassbender, 1977年4月2日 - ）は、ドイツおよびアイルランドの俳優。現在はロンドン在住。ミヒャエル・ファスベンダーとも表記される。出生国であるドイツでの発音は「ミヒャエル」が近いが、主な活躍の場とするアメリカ合衆国では「マイケル」と呼ばれている。身長183cm。髪色は濃い赤毛である。

## 生い立ち
ドイツ人の父と北アイルランド人の母のもとに、西ドイツ（現在のドイツ）・ハイデルベルクに生まれる。母方の先祖には、アイルランド独立運動のリーダーであったマイケル・コリンズがいるという。2歳の時にアイルランド・ケリー県の町、キラーニーに移り住み、家族はそこでウエスト・エンド・ハウス（West End House）というレストランを営んだ。カトリック育ちで、侍者をしていた。姉のキャサリン・ファスベンダーは神経心理学者として働いている。

## キャリア
2001年放送のHBOのテレビドラマ『バンド・オブ・ブラザース』で注目され、舞台でも高い評価を得る。2007年『300 〈スリーハンドレッド〉』のスパルタ戦士役で映画デビュー。

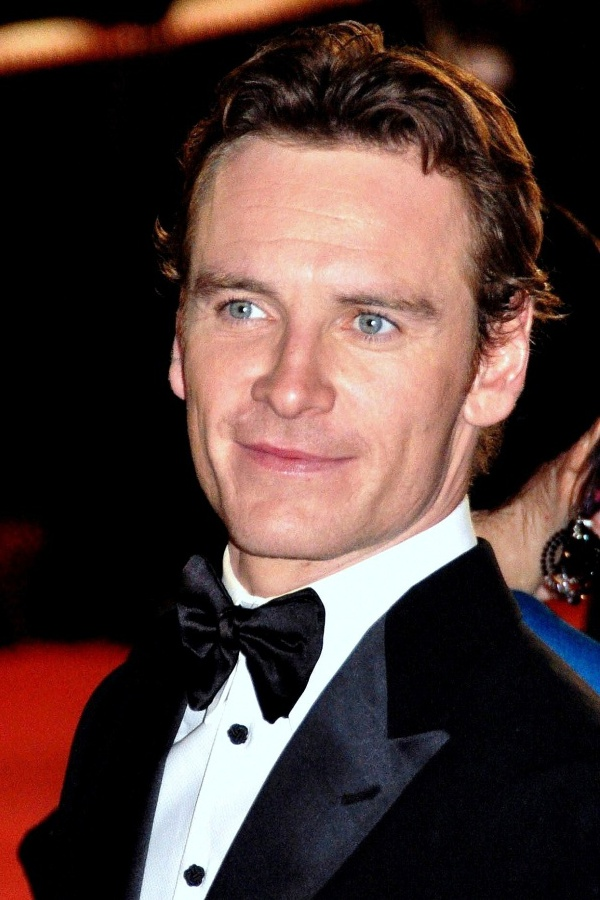
2009年、第62回カンヌ国際映画祭でのファスベンダー

2008年公開の『HUNGER/ハンガー』で英国インディペンデント映画賞主演男優賞を受賞、ヨーロッパ映画賞 男優賞にノミネートされた。
2011年に、主演作『SHAME -シェイム-』が第68回ヴェネツィア国際映画祭で公開され、男優賞を受賞した。さらにゴールデングローブ賞 主演男優賞（ドラマ部門）にノミネートされた。
2013年公開の『それでも夜は明ける』で第86回アカデミー賞助演男優賞、英国アカデミー賞助演男優賞、ゴールデングローブ賞助演男優賞にノミネートされた。その2年後には、『スティーブ・ジョブズ』でアカデミー主演男優賞にノミネートされた。

## 私生活
『光をくれた人』で共演したスウェーデンの女優アリシア・ヴィキャンデルと2014年から交際をはじめ、2017年10月にイビサ島にて近親者のみで結婚式を挙げた。
2021年に第1子男児、2024年に第2子が誕生した。
特技はピアノ、アコーディオン、ギターの演奏。また英語に加え、ドイツ語を流暢に喋ることが出来る。ヘヴィメタルの愛好者でもある。

## 出演作品
※太字表記は主演。

### 映画
| 年   | 題名                                                                                  | 役名                                        | 備考                                 | 吹き替え           |
| ---- | ------------------------------------------------------------------------------------- | ------------------------------------------- | ------------------------------------ | ------------------ |
| 2004 | レジェンド・オブ・サンダー Gunpowder, Treason & Plot                                  | ガイ・フォークス                            | テレビ映画                           |                    |
| 2004 | シャーロック・ホームズ:淑女殺人事件 Sherlock Holmes and the Case of the Silk Stocking | チャールズ・アレン                          | テレビ映画                           |                    |
| 2004 | A Bear Named Winnie                                                                   | ハリー・コルバーン中尉                      | テレビ映画                           | N/A                |
| 2007 | 300 〈スリーハンドレッド〉 300                                                        | ステリオス                                  |                                      | 桐本琢也           |
| 2007 | エンジェル Angel                                                                      | エスメ・ハウ＝ネヴィンソン                  | 小山力也                             |                    |
| 2007 | Wedding Belles                                                                        | バーニー                                    | N/A                                  |                    |
| 2008 | HUNGER/ハンガー Hunger                                                                | ボビー・サンズ                              | 別題『HUNGER/ハンガー 静かなる抵抗』 | （吹き替え版なし） |
| 2008 | バイオレンス・レイク Eden Lake                                                        | スティーヴ                                  | 日本劇場未公開                       | 鶴岡聡             |
| 2009 | ブラッド・クリーク Blood Creek                                                        | リチャード                                  | 日本劇場未公開                       | （吹き替え版なし） |
| 2009 | フィッシュ・タンク Fish Tank                                                          | コナー                                      |                                      | （吹き替え版なし） |
| 2009 | イングロリアス・バスターズ Inglourious Basterds                                       | アーチー・ヒコックス                        | てらそままさき                       |                    |
| 2010 | センチュリオン Centurion                                                              | クイントゥス・ディアス                      | 日本劇場未公開                       | 加瀬康之           |
| 2010 | ジョナ・ヘックス Jonah Hex                                                            | バーク                                      |                                      | 江藤博樹           |
| 2011 | ジェーン・エア Jane Eyre                                                              | エドワード・フェアファックス・ロチェスター  | 三木眞一郎                           |                    |
| 2011 | X-MEN:ファースト・ジェネレーション X-Men: First Class                                 | エリック・レーンシャー / マグニートー       | 三木眞一郎                           |                    |
| 2011 | 危険なメソッド A Dangerous Method                                                     | カール・グスタフ・ユング                    | （吹き替え版なし）                   |                    |
| 2011 | SHAME -シェイム- Shame                                                                | ブランドン・サリヴァン                      | てらそままさき                       |                    |
| 2011 | エージェント・マロリー Haywire                                                        | ポール                                      | 東地宏樹                             |                    |
| 2012 | プロメテウス Prometheus                                                               | デヴィッド                                  | 宮本充（劇場公開版、ザ・シネマ版）   |                    |
| 2013 | それでも夜は明ける 12 Years a Slave                                                   | エドウィン・エップス                        | 宮内敦士                             |                    |
| 2013 | 悪の法則 The Counselor                                                                | カウンセラー                                | 東地宏樹                             |                    |
| 2014 | FRANK -フランク- Frank                                                                | フランク                                    | 木内秀信                             |                    |
| 2014 | X-MEN:フューチャー&パスト X-Men: Days of Future Past                                  | 過去のエリック・レーンシャー / マグニートー | 三木眞一郎                           |                    |
| 2015 | スロウ・ウエスト Slow West                                                            | サイラス・セレック                          | 兼製作総指揮                         | 西垣俊作           |
| 2015 | マクベス Macbeth                                                                      | マクベス                                    |                                      | （吹き替え版なし） |
| 2015 | スティーブ・ジョブズ Steve Jobs                                                       | スティーブ・ジョブズ                        | 川島得愛                             |                    |
| 2016 | X-MEN:アポカリプス X-Men: Apocalypse                                                  | エリック・レーンシャー / マグニートー       | 三木眞一郎                           |                    |
| 2016 | 光をくれた人 The Light Between Oceans                                                 | トム・シェアボーン                          | （吹き替え版なし）                   |                    |
| 2016 | アウトサイダーズ Trespass Against Us                                                  | チャド・カトラー                            | 川端快彰                             |                    |
| 2016 | アサシン クリード Assassin's Creed                                                    | カラム・リンチ / アギラール                 | 兼製作                               | 斎藤工             |
| 2017 | ソング・トゥ・ソング Song to Song                                                     | クック                                      |                                      | 花輪英司           |
| 2017 | エイリアン: コヴェナント Alien: Covenant                                              | デヴィッド ウォルター                       | 宮本充                               |                    |
| 2017 | スノーマン 雪闇の殺人鬼 The Snowman                                                   | ハリー・ホーレ                              | てらそままさき                       |                    |
| 2019 | X-MEN:ダーク・フェニックス X-Men: Dark Phoenix                                        | エリック・レーンシャー / マグニートー       | 三木眞一郎                           |                    |
| 2023 | ザ・キラー The Killer                                                                 | クリスチャン / ザ・キラー                   | Netflixオリジナル映画                | 宮内敦士           |
| 2023 | ネクスト・ゴール・ウィンズ Next Goal Wins                                             | トーマス・ロンゲン                          |                                      | （吹き替え版なし） |
| 2024 | KNEECAP/ニーキャップ Kneecap                                                          | アーロ                                      |                                      |                    |
| 2025 | ブラックバッグ Black Bag                                                              | ジョージ・ウッドハウス                      |                                      |                    |
| 2025 | Hope                                                                                  |                                             | ポストプロダクション                 |                    |
| TBA  | Kung Fury 2                                                                           | コルト・マグナム                            | ポストプロダクション                 |                    |

### テレビシリーズ
| 年        | 題名                                           | 役名                                 | 備考                                    | 吹き替え                                             |
| --------- | ---------------------------------------------- | ------------------------------------ | --------------------------------------- | ---------------------------------------------------- |
| 2001      | バンド・オブ・ブラザース Band of Brothers      | バートン・パット・クリステンソン     | ミニシリーズ、計7話出演                 | 松本大                                               |
| 2004-2005 | Hex                                            | アザゼル                             | ミニシリーズ、計12話出演                | N/A                                                  |
| 2005      | 名探偵ポワロ Agatha Christie's Poirot          | ジョージ                             | 第10シーズン第3話「葬儀を終えて」       | 宮内敦士（NHK版） 中澤まさとも（デアゴスティーニ版） |
| 2006-2007 | ロンドン警視庁犯罪ファイル Trial & Retribution | ダグラス・ネスビット                 | 計2話出演                               |                                                      |
| 2008      | The Devil's Whore                              | Thomas Rainsborough                  | 計4話出演                               | N/A                                                  |
| 2019-     | Michael Fassbender: Road to Le Mans            | 本人                                 | ドキュメンタリーシリーズ                | N/A                                                  |
| 2024      | ザ・エージェンシー The Agency                  | ブランドン・“マーシャン”・カニンガム | Paramount+オリジナルドラマ 兼製作総指揮 | 内田夕夜                                             |

## 授賞とノミネート
| 賞名                                 | 年   | カテゴリー               | 作品名                                                    | 結果       |
| ------------------------------------ | ---- | ------------------------ | --------------------------------------------------------- | ---------- |
| アカデミー賞                         | 2013 | 助演男優賞               | 『それでも夜は明ける』 12 Years a Slave                   | ノミネート |
| アカデミー賞                         | 2015 | 主演男優賞               | 『スティーブ・ジョブズ』 Steve Jobs                       | ノミネート |
| ゴールデングローブ賞                 | 2011 | 主演男優賞（ドラマ部門） | 『SHAME -シェイム-』 Shame                                | ノミネート |
| ゴールデングローブ賞                 | 2013 | 助演男優賞               | 『それでも夜は明ける』 12 Years a Slave                   | ノミネート |
| ゴールデングローブ賞                 | 2015 | 主演男優賞（ドラマ部門） | 『スティーブ・ジョブズ』 Steve Jobs                       | ノミネート |
| ロサンゼルス映画批評家協会賞         | 2011 | 主演男優賞               | 『ジェーン・エア』 Jane Eyre                              | 受賞       |
| ロサンゼルス映画批評家協会賞         | 2011 | 主演男優賞               | 『X-MEN:ファースト・ジェネレーション』 X-Men: First Class | 受賞       |
| ロサンゼルス映画批評家協会賞         | 2011 | 主演男優賞               | 『危険なメソッド』 A Dangerous Method                     | 受賞       |
| ロサンゼルス映画批評家協会賞         | 2011 | 主演男優賞               | 『SHAME -シェイム-』 Shame                                | 受賞       |
| ロサンゼルス映画批評家協会賞         | 2015 | 主演男優賞               | 『スティーブ・ジョブズ』 Steve Jobs                       | 受賞       |
| 全米映画俳優組合賞                   | 2013 | 助演男優賞               | 『それでも夜は明ける』 12 Years a Slave                   | ノミネート |
| 放送映画批評家協会賞                 | 2011 | 主演男優賞               | 『SHAME -シェイム-』 Shame                                | ノミネート |
| 放送映画批評家協会賞                 | 2013 | 助演男優賞               | 『それでも夜は明ける』 12 Years a Slave                   | ノミネート |
| ジョージア映画批評家協会賞           | 2013 | 助演男優賞               | 『それでも夜は明ける』 12 Years a Slave                   | 受賞       |
| アイオワ映画批評家協会賞             | 2013 | 助演男優賞               | 『それでも夜は明ける』 12 Years a Slave                   | 受賞       |
| カンザスシティ映画批評家協会賞       | 2013 | 助演男優賞               | 『それでも夜は明ける』 12 Years a Slave                   | 受賞       |
| ノースカロライナ映画批評家協会賞     | 2013 | 助演男優賞               | 『それでも夜は明ける』 12 Years a Slave                   | 受賞       |
| オンライン映画批評家協会賞           | 2011 | 助演男優賞               | 『SHAME -シェイム-』 Shame                                | 受賞       |
| オンライン映画批評家協会賞           | 2013 | 助演男優賞               | 『それでも夜は明ける』 12 Years a Slave                   | 受賞       |
| オンライン映画＆テレビジョン協会賞   | 2013 | 助演男優賞               | 『それでも夜は明ける』 12 Years a Slave                   | 受賞       |
| デトロイト映画批評家協会賞           | 2011 | 主演男優賞               | 『SHAME -シェイム-』 Shame                                | 受賞       |
| フロリダ映画批評家協会賞             | 2011 | 主演男優賞               | 『SHAME -シェイム-』 Shame                                | 受賞       |
| バンクーバー映画批評家協会賞         | 2011 | 主演男優賞               | 『SHAME -シェイム-』 Shame                                | 受賞       |
| ナショナル・ボード・オブ・レビュー賞 | 2011 | スポットライト賞         | 『ジェーン・エア』 Jane Eyre                              | 受賞       |
| ナショナル・ボード・オブ・レビュー賞 | 2011 | スポットライト賞         | 『X-MEN:ファースト・ジェネレーション』 X-Men: First Class | 受賞       |
| ナショナル・ボード・オブ・レビュー賞 | 2011 | スポットライト賞         | 『危険なメソッド』 A Dangerous Method                     | 受賞       |
| ナショナル・ボード・オブ・レビュー賞 | 2011 | スポットライト賞         | 『SHAME -シェイム-』 Shame                                | 受賞       |
| ヒューストン映画批評家協会賞         | 2011 | 主演男優賞               | 『SHAME -シェイム-』 Shame                                | 受賞       |
| 英国アカデミー賞                     | 2011 | 主演男優賞               | 『SHAME -シェイム-』 Shame                                | ノミネート |
| 英国アカデミー賞                     | 2013 | 助演男優賞               | 『それでも夜は明ける』 12 Years a Slave                   | ノミネート |
| ヨーロッパ映画賞                     | 2008 | 最優秀男優賞             | 『HUNGER/ハンガー』 Hunger                                | ノミネート |
| 英国インディペンデント映画賞         | 2008 | 主演男優賞               | 『HUNGER/ハンガー』 Hunger                                | 受賞       |
| 英国インディペンデント映画賞         | 2011 | 主演男優賞               | 『SHAME -シェイム-』 Shame                                | 受賞       |
| ロンドン映画批評家協会賞             | 2011 | 主演男優賞               | 『SHAME -シェイム-』 Shame                                | 受賞       |
| ヴェネツィア国際映画祭               | 2011 | 男優賞                   | 『SHAME -シェイム-』 Shame                                | 受賞       |